# Stazione di Dovje-Mojstrana
La stazione di Dovje-Mojstrana era una stazione ferroviaria posta sulla ex linea ferroviaria internazionale Tarvisio-Lubiana. Serviva gli insediamenti di Dovje e Mojstrana.

## Storia
La stazione fu inaugurata insieme alla linea il 14 dicembre 1870 e rimase attiva fino al 1º aprile 1966; successivamente la linea è stata convertita in un percorso ciclo-pedonale.